# Synalpheus peruvianus
Synalpheus peruvianus is een garnalensoort uit de familie van de Alpheidae. De wetenschappelijke naam van de soort is voor het eerst geldig gepubliceerd in 1910 door Rathbun.